# چارلز باتلر، ارل اول آران
چارلز باتلر، ارل اول آران (انگلیسی: Charles Butler, 1st Earl of Arran؛ ۴ سپتامبر ۱۶۷۱ – ۱۷ دسامبر ۱۷۵۸) فرمانده نظامی اهل پادشاهی بریتانیای کبیر بود.